# Macaca nemestrina
Il macaco nemestrino o macaco coda di porco (Macaca nemestrina (Linnaeus, 1766)) è un mammifero primate appartenente alla famiglia dei Cercopithecidae.

## Descrizione
La lunghezza di questo macaco è di circa 60 cm, esclusa la coda lunga dai 15 ai 20 cm, mentre l'altezza media è di 50 cm.
Il pelo si presenta di colore bruno-olivastro sul dorso, mentre sul ventre è tendente al giallo-marrone.

## Distribuzione e habitat
Vive nelle giungle della penisola malese, del Borneo, di Sumatra e di Bangka.

## Biologia
Il macaco è attivo di giorno prevalentemente al suolo, mentre di notte riposa sugli alberi.
Si ciba soprattutto di frutta, ma la dieta può includere vegetali e animali di piccola taglia.

## Il macaco nemestrino nella Scienza
Il macaco nemestrino è celebre per essere stato, negli anni Novanta del Novecento, la cavia per eccellenza degli sperimenti neuroscientifici del team parmense di Giacomo Rizzolatti che, incaricato di studiare i meccanismi neurofisiologici, scoprì, grazie agli elettrodi impiantanti nel cervello di queste scimmie, l'esistenza dei Neuroni specchio nei mammiferi.